# Incendie de Notre-Dame des Anges

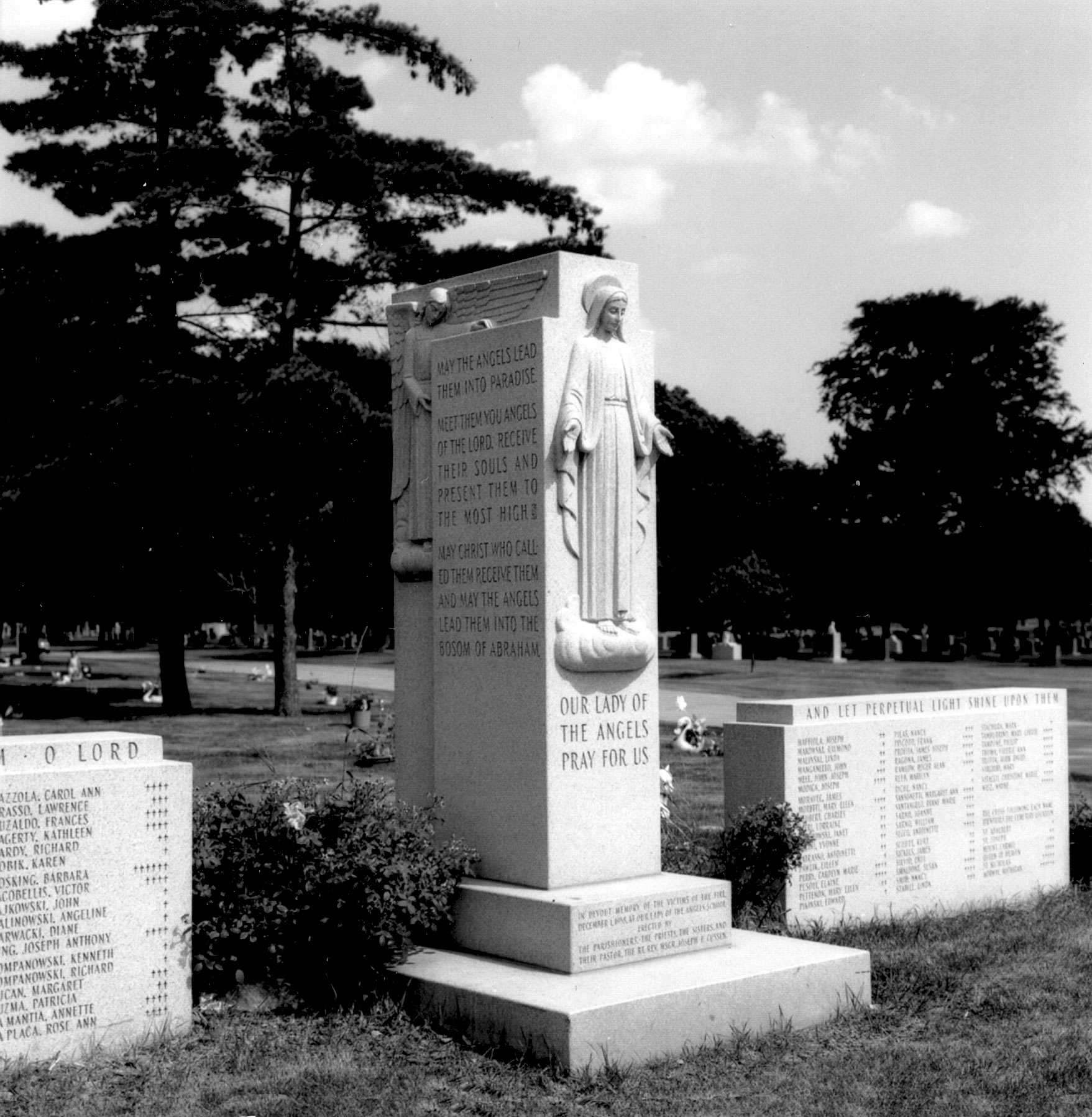
Monument au cimetière Queen of Heaven de Hillside en hommage aux victimes de l'incendie.

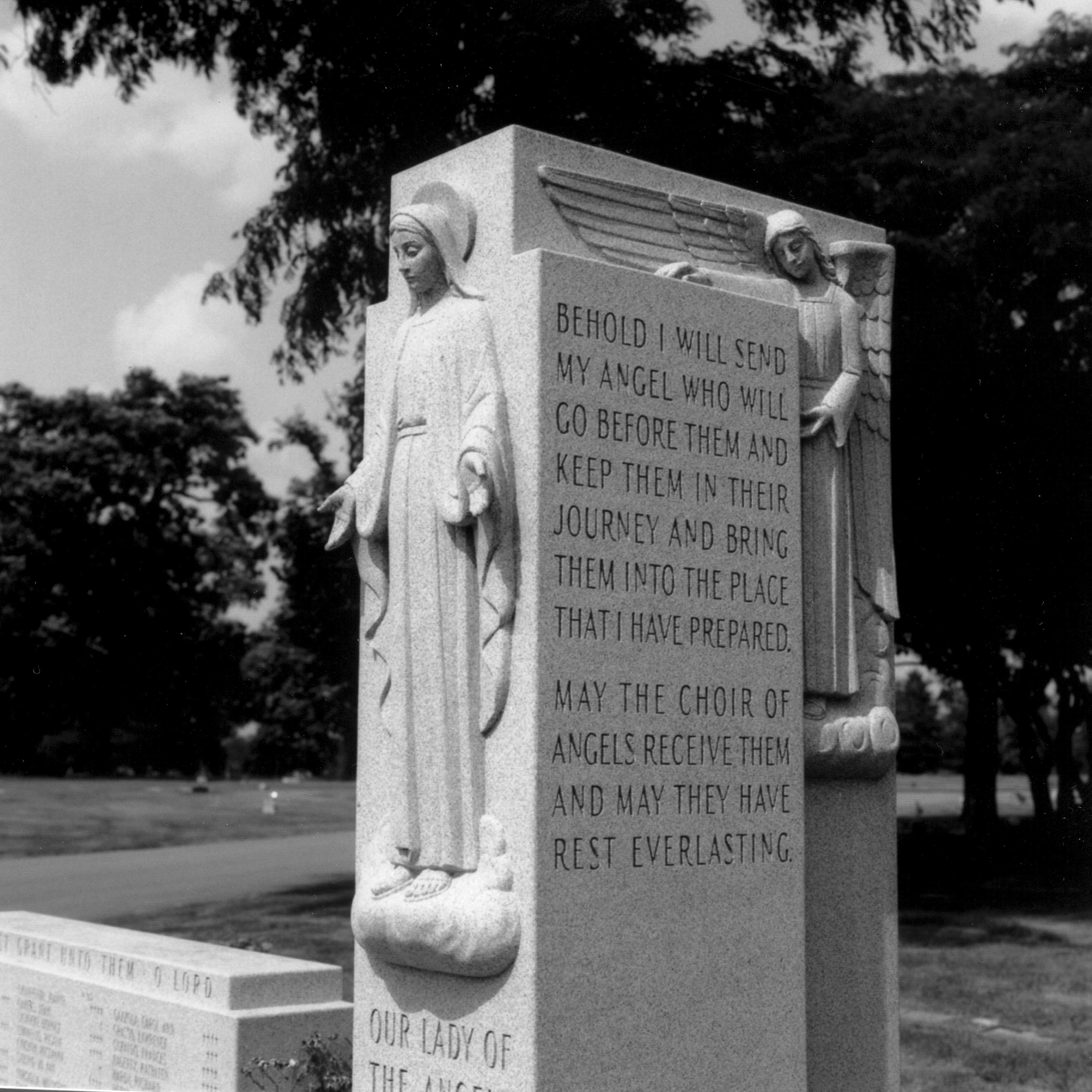
Monument au cimetière Queen of Heaven de Hillside.

L'incendie de Notre-Dame des Anges (en anglais : Our Lady of the Angels School Fire) est un incendie qui a éclaté le 1er décembre 1958 à l'école catholique de Notre-Dame des Anges à Chicago, dans l'Illinois, peu de temps avant que les cours ne se terminent,. Il s'agit de l'un des incendies les plus meurtriers ayant eu lieu dans une école aux États-Unis.

## Faits
Située sur Iowa Street, dans le secteur d'Humboldt Park à Chicago, l'école élémentaire et intermédiaire de Notre-Dame des Anges était alors exploitée par l'archidiocèse catholique de Chicago et éduquait environ 1 600 étudiants. Le feu ne serait apparemment pas d'origine criminelle d'après la brigade des sapeurs-pompiers de Chicago. Il aurait démarré au pied de l'escalier principal de l'école.
Au total, 92 élèves et trois religieuses perdent la vie dans la tragédie. Ils n'avaient aucun moyen de s'en sortir par d'autres couloirs et escaliers car ils se sont retrouvés pris au piège par l'épaisseur de la fumée, l'intensité de la chaleur et les flammes, ne leur laissant aucune chance. Pour 329 enfants et 5 religieuses enseignantes, le seul moyen d'échapper à l'incendie était de sauter près de 8 mètres plus bas depuis les fenêtres du deuxième étage, ou d'espérer que les pompiers arrivent et les sauvent avant qu'il ne soit trop tard. Ayant conscience du piège dans lequel elles se trouvaient, certaines des religieuses ont encouragé les enfants à s'asseoir à leur bureau ou à se rassembler en demi-cercle et à prier jusqu'à ce que la fumée, la chaleur et les flammes les forcent à passer par-dessus les fenêtres pour sortir.
À 14h42, la compagnie 85 (Engine Company 85) de la brigade des pompiers de Chicago a quitté sa caserne située à moins d'un kilomètre au sud de Iowa Street pour se rendre sur les lieux. Les pompiers ont travaillé désespérément pour tenter de sauver les victimes. Les membres de la compagnie 44 (Engine Company 44) ont été appelés en renfort et sont arrivés en urgence. Ils sont entrés dans le deuxième étage du bâtiment rempli de fumée avec tout leur matériel et leurs tuyaux d'arrosage. En plus des décès, des dizaines d'enfants et plusieurs religieuses ont été blessés à la fois physiquement et mentalement. Certains ayant été brûlés au troisième degré.
L'école avait subie une inspection de sécurité contre les incendies quelques semaines seulement avant le drame, car l'école n'avait pas à se conformer à toutes les directives de sécurité incendie en raison d'une clause de droits acquis dans les normes de 1949. Les écoles existantes n'étaient pas tenues de moderniser les dispositifs de sécurité requis dans toutes les écoles nouvellement construites. Le point positif qui résulte de la tragédie seront les changements radicaux dans les règlements de sécurité incendie dans les établissements scolaires américains sauvant sans aucun doute d'innombrables personnes au cours des années suivantes.

## Impact médiatique
La catastrophe a eu un impact médiatique spectaculaire à la télévision et dans les journaux américains, canadiens et européens. Le Pape Jean XXIII a présenté ses condoléances depuis le Vatican. La gravité de l'incendie a choqué la nation et surpris les administrateurs de l'enseignement des écoles publiques et privées. La catastrophe a conduit à des améliorations majeures à travers le pays dans les normes de conception des établissements scolaires et pour les codes de sécurité incendie.
L'incendie a été relaté dans deux livres et dans un documentaire, Angels Too Soon, produit par Channel 11 WTTW Chicago.